# Stefan Pohlit
Stefan Pohlit (* 1976 in Heidelberg) ist ein deutscher Komponist und Musiktheoretiker.

## Werdegang
Stefan Pohlit erhielt ersten Kompositionsunterricht von 1992 bis 1995 von Róbert Wittinger. Ab 1995 studierte er Komposition bei Theo Brandmüller (Saarbrücken), bei Detlev Müller-Siemens und Roland Moser (Basel), bei Gilbert Amy (Lyon) und, von 1999 bis 2005, bei Wolfgang Rihm und Sandeep Bhagwati, daneben Musiktheorie bei Bernd Asmus und Peter-Michael Riehm in Karlsruhe.
Ab 1999 widmete er sich intensiven orientalistischen Studien, bereiste den Nahen Osten und hielt sich 2003/04 als Gast des Komponisten Nevit Kodallı in der Türkei auf. 2007 übersiedelte er in die Türkei, unterrichtete zeitweise als ausländischer Experte am Staatlichen Konservatorium in Ankara und wurde 2011 am Musikforschungsinstitut MİAM der Technischen Universität Istanbul mit einer Dissertation über das Stimmungssystem des Kanun-Spielers Julien Jalal Eddine Weiss promoviert. Von 2012 bis 2014 unterrichtete er als Juniorprofessor am Staatlichen Konservatorium für Türkische Musik der TU Istanbul. Im Februar 2018 gewann Pohlit in der Türkei einen Prozess gegen die TU Istanbul wegen seiner Entlassung.
Er ist der Bruder des Komponisten Hannes Pohlit.
Neben seiner künstlerischen Arbeit ist Stefan Pohlit als Publizist und durch Vorträge hervorgetreten. Werke von Pohlit wurden seit 1995 im Rundfunk besprochen, 2013 in einem einstündigen Porträt des Hessischen Rundfunks. Seit 2018 lebt und arbeitet er in Deutschland.

## Auszeichnungen
- Förderpreis des Deutschen Komponisten-Interessenverbandes (1993)
- Stipendium des Ministeriums für Bildung und Kultur Rheinland-Pfalz in der Société Franz Schreker, Paris (1996)
- Stipendium der Heinrich-Strobel-Stiftung des SWR (2005 und 2006)
- Stipendium der Landesstiftung Baden-Württemberg (2003)
- Stipendium des DAAD (2007)
- Förderpreis des Meisterkurses des RSO Stuttgart (2009)

## Ausgewählte Werke

### Solowerke
- Orpheus‘ Lament für Harfe (2004)
- 4 ENTRAVES für Violine (2007)
- Dafne für Violine (2015)
- Jakobsleiter für Violine (2015)
- M/S “Barış Manço”  für F-Tuba solo (2018)
- Lucifer – études pour piano I - III für Klavier (2018/19)
- Dr. X für Akkordeon (2019)

### Kammermusik
- gurêz für vier Blockflöten (2002, Auftrag des Amsterdam Loeki Stardust Quartet; 2003 bei Channel Classics erschienen)
- desertum (revidierte Fassung) für Flöte und Klavier (2003/17)
- fawaza für Flöte, Oboe, Klarinette, Klavier, Violine, Violoncello (2004)
- Rose und Nachtigall (revidierte Fassung) für Tenorblockflöte und Schlagzeug (2005/17)
- de-sero für Streichquartett (Uraufführung 2006 durch das Stadler-Quartett)
- Confessions für Flöte, Klarinette, Fagott, Horn, Trompete, Posaune, Violine, Viola, Violoncello (2008/12)
- clairvoyance für Violine und Violoncello (2010)
- rain für Streichquartett (2017)
- XY für Santur, Schlagzeug und Streichquartett (2017/18)
- ΚΛΑΖΟΜΕΝΑΙ für Mezzosopran, Ensemble (Flöte, Klarinette, Horn, Harfe, Violine, Viola, Violoncello, Kontrabass) (2020)
- eyéo für Kanun, Streichquartett (2022)
- el-Bistân – Requiem für Nedim Arpacı für Flöte, Bassklarinette, Harfe, Schlagzeug, Viola, Violoncello, Kontrabass (2022)
- Tâleshi Folk Songs – dedicated to the Tâleshi musicians, their abundant tradition and rural landscape für Gesang (Mezzosopran), Flöte, Klarinette, Schlagzeug, Harfe, Santur, Viola, Violoncello (2022/23)
- qarabag für Santur, Akkordeon (2024)
- XY für Trompete, Kanun, Flöte, Klarinette, Posaune, Violine, Violoncello, Kontrabass (2024)

### Ensemble
- sinfonia funebre für Harfe und Ensemble (Flöte, Klarinette, Fagott, Horn, 2 Schlagzeuger, 2 Violinen, Viola, Violoncello) (2015)
- Tombeau de Julien Bernard für Ensemble (Flöte, Klarinette, Fagott, Horn, Trompete, Posaune, Tuba, Percussion, 2 Violinen, Viola, Violoncello, Kontrabass) (2016)

### Orchester
- Ikaros (piš-raw) für Orchester (Uraufführung 2006 durch das Rundfunk-Sinfonieorchester Saarbrücken unter Manfred Schreier)
- Peşrev für Orchester (3-3-3-3, 4-3-3-1, 3 Schlgz., Hfe, Streicher: 12-10-8-6-4) (2006/07)
- Zarzurah für Orchester (2007/2017)
- strings für kleines Orchester (2009, Uraufführung durch das Orchestre National de Lorraine, Leitung Jacques Mercier)
- Taroq für Orchester (Uraufführung 2012 durch das Radio-Sinfonieorchester Stuttgart des SWR unter Matthias Pintscher)
- VAPUR für großes Orchester (3-2-3-2, 4-2-2-1, 2 Schlgz, Hfe, Streicher: 16-14-12-10-8) (2019)
- Şafakların Cihangiri für Kanun, großes Orchester (3-3-4-3, 6-4-3-1, 3 Schlgz, Hfe, Streicher: 14-12-10-8-6) (2021)

### Vokalmusik
- Sieh, ich starb als Stein ... für Mezzosopran und Ensemble (2002; 2009 aufgenommen durch das Ensemble Phoenix Basel)
- Love Is My Religion für Countertenor und Tenorblockflöte (2013)
- Die Sirenen für 5 Stimmen & türkisches Kanun (2022)